# Ugo Piccinini
Ugo Piccinini (Barisciano, 1º agosto 1920 – Quadrivio di Selenj Jar, 30 dicembre 1942) è stato un militare italiano, insignito della medaglia d'oro al valor militare alla memoria nel corso della seconda guerra mondiale.

## Biografia
Nacque a Barisciano, provincia dell'Aquila, nel 1920, dopo aver conseguito il diploma superiore, nel novembre 1940 entro nella Regia Accademia Militare di Modena, da cui uscì con il grado di sottotenente in servizio permanente effettivo nel marzo[1942, assegnato ad un reggimento di fanteria. Qualche tempo dopo viene trasferito all'8º Reggimento alpini, e nel luglio 1942 al battaglione alpini "Vicenza" del 9º Reggimento alpini, con cui parte per il fronte russo come comandante di un plotone fucilieri in seno alla 3ª Divisione alpina "Julia".
Ferito due volte durante la seconda battaglia difensiva del Don, viene portato nell'ospedale da campo per essere evacuato dal campo di battaglia, ma venuto a conoscenza che il suo plotone sarebbe stato di nuovo impegnato in azione, nonostante le ferite riportate, accorse in aiuto dei suoi soldati. Buttandosi nella mischia alla testa dei suoi fucilieri dava modo al suo reggimento di arretrare fermando, con fitto lancio di bombe a mano un'unità corazzata nemica che rischiava di travolgere il fronte italiano. 
Ferito di nuovo, chiamava a sé i pochi superstiti del suo plotone lanciandosi ancora una volta in battaglia, sparendo nella mischia colpito da una raffica di mitragliatrice. Muore il 30 dicembre del 1942 all'età di ventidue anni. Gli fu assegnata la Medaglia d'oro al valor militare alla memoria. Da alcuni anni la sua salma riposa nel sacrario di Cargnacco.

### Riconoscimenti
Il Gruppo alpini di Barisciano, appartenente all'Associazione Nazionale Alpini, è stato chiamato "Piccinini Ugo" in onore dell'eroe scomparso, così come la locale scuola.